# Srednjaja Mokla
La Srednjaja Mokla (in russo Средняя Мокла?) è un fiume della Russia siberiana orientale, affluente di sinistra dell'Olëkma (bacino idrografico della Lena). Scorre nel Tungiro-Olëkminskij rajon del Territorio della Transbajkalia.
Il fiume ha origine dalla confluenza dei rami sorgentizi Kovyli e Anačar ad un'altitudine di 1 030 m sul livello del mare; scorre dapprima con direzione mediamente nord-orientale, poi svolta a sud-est; sfocia nell'Olëkma a 1 028 km dalla foce. Il fiume ha una lunghezza di 233 km (241 secondo altre fonti), il bacino è di 5 120 km².